# Вязище (Ленинградская область)
Вязище — деревня в Выскатском сельском поселении Сланцевского района Ленинградской области.

## История
Деревня Вязисша упоминается на карте Санкт-Петербургской губернии Ф. Ф. Шуберта 1834 года.

ВЯЖИЩЕ 2-е — деревня принадлежит ведомству Павловского городового правления, число жителей по ревизии: 20 м. п., 22 ж. п. (1838 год)

Как деревня Вязисща она отмечена на карте профессора С. С. Куторги 1852 года.

ВЯЗИЩЕ — деревня Павловского городового правления, по просёлочной дороге, число дворов — 7, число душ — 24 м. п. (1856 год)

ВЯЖИЩЕ — деревня Павловского городового правления при колодце, число дворов — 8, число жителей: 26 м. п., 29 ж. п. (1862 год) 

В XIX — начале XX века деревня административно относилась к Выскатской волости 1-го земского участка 1-го стана Гдовского уезда Санкт-Петербургской губернии.
Согласно Памятной книжке Санкт-Петербургской губернии 1905 года деревня Вяжище входила в Попковское сельское общество.

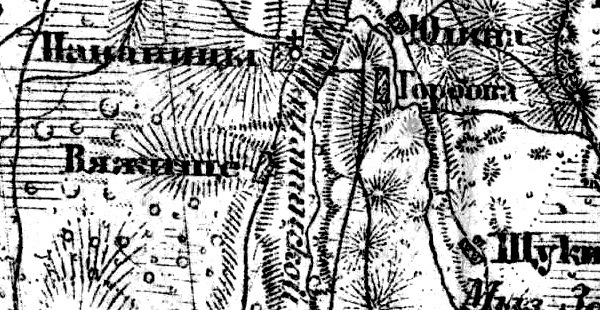
Деревня Вязище на карте 1919 года

Согласно карте Петроградской и Эстляндской губерний 1919 года деревня называлась Вяжище.
По данным 1933 года деревня Вязище входила в состав Выскатского сельсовета Рудненского района.
По состоянию на 1 августа 1965 года деревня Вязище входила в состав Выскатского сельсовета Кингисеппского района.
По данным 1973 года деревня Вязище входила в состав Попковогорского сельсовета Сланцевского района.
По данным 1990 года деревня Вязище входила в состав Выскатского сельсовета.
В 1997 году в деревне Вязище Выскатской волости проживали 2 человека, в 2002 году — также 2 человека (1 русский и 1 украинец).
В 2007 году в деревне Вязище Выскатского СП проживали 2, в 2010 году — 1, в 2011, 2012 и 2013 годах снова 2, в 2014 году — 1 человек.

## География
Деревня расположена в центральной части района на автодороге 41К-020 (Сижно — Осьмино).
Расстояние до административного центра поселения — 1,5 км.
Расстояние до ближайшей железнодорожной платформы Сланцы — 15 км.
Деревня находится близ левого берега реки Кушелка.

## Демография
| 1862 | 2007 | 2010 | 2017 |
| ---- | ---- | ---- | ---- |
| 55   | ↘2   | ↘1   | ↘0   |

## Инфраструктура
На 2014 год в деревне было зарегистрировано одно домохозяйство.